# Rehoboth Beach
Rehoboth Beach è una città degli Stati Uniti, nella Contea di Sussex dello Stato del Delaware. Secondo il Censimento del 2020, la popolazione era di 1.108 abitanti.  Fa parte dell'area micropolitana di Seaford.
Nota meta turistica balneare, Rehoboth Beach nei mesi estivi raggiunge i 25.000 abitanti entro i confini comunali, mentre la popolazione cresce di altre migliaia di abitanti nei comuni limitrofi.

## Storia
I primi insediamenti umani nella regione di Rehoboth Beach risalgono al 10.000 a.C.; poco però si sa sugli antichi insediamenti, dei quali non sono rimasti reperti evidenti. A quell'epoca l'oceano Atlantico si trovava circa 48 km più a est rispetto all'attuale costa, e il territorio era più simile all'entroterra del Delaware.
Nel 1600, all'epoca dell'arrivo dei primi colonizzatori europei, la costa era già nella posizione attuale, e nella regione erano ancora insediate numerose tribù indiane, come i Lenape (o Delaware), i Sikkonese, gli Assateague], e i Nanticoke. La pressione dei coloni inglesi e olandesi costrinse molte tribù a trasferirsi altrove, costringendo i Lenape a spostarsi verso lo Stato di New York, in Canada e in Oklahoma, mentre i Sikkonese e gli Assateagues scomparvero; i Nanticoke, tuttavia, rimasero nella regione originaria. La regione passò al comando del Duca di York, che nel Settecento favorì la formazione di grandi latifondi. Verso l'Ottocento i figli di quei proprietari a stento conducevano una vita dignitosa, per la povertà dei terreni.
La città fu ufficialmente fondata nel 1873, con il nome di Rehoboth Beach Camp Meeting Association, dal reverendo Robert W. Todd, della Chiesa metodista di Wilmington, come sede di un campo estivo metodista, come era già stato fatto in altre località del New Jersey, come per esempio Ocean Grove. Il campo fu lasciato nel 1881, e nel 1891 il luogo rientrò nel novero delle città del Delaware con il nome di "Henlopen City", dopo breve tempo rinominata Rehoboth Beach.
Rehoboth è un toponimo biblico, con il significato di "luogo per tutti". Rehoboth appare per quattro volte nel Vecchio Testamento, come per esempio nella storia di Isacco (Wadi er-Ruheibeh) (Gen. 26:22), dove è una città sull'Eufrate (Gen. 36:37; 1 Cr. 1:48), e una città dell'Assiria (Gen. 10:11). Si può ben capire quindi che il nome scelto per la città risenta dell'origine religiosa dell'abitato.

## Attività turistica

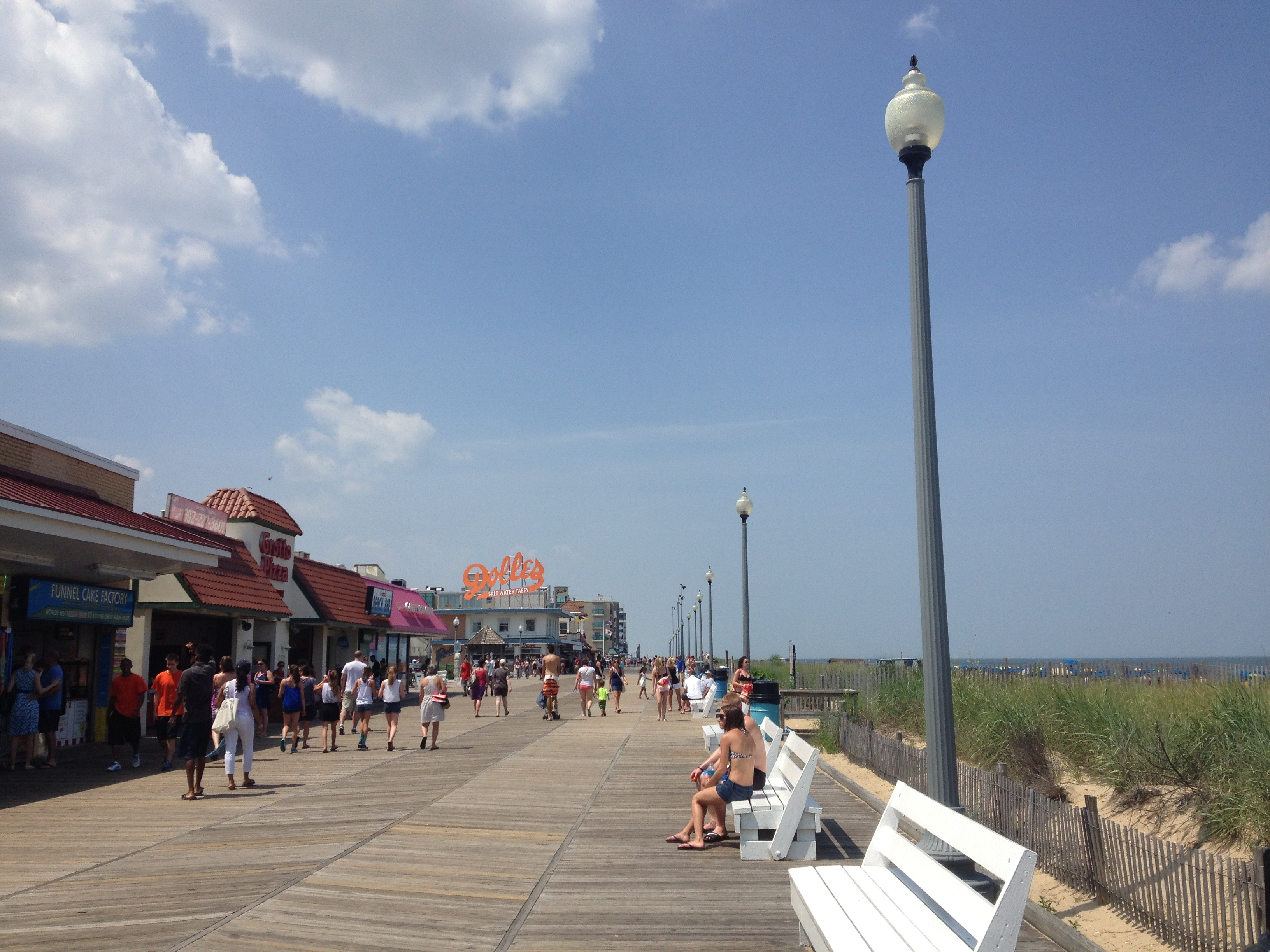
Passeggiata sul lungomare di Rehoboth Beach.

La città è spesso chiamata "The Nation's Summer Capital" ("la capitale estiva della nazione)" a causa dei numerosissimo turisti provenienti da Washington, D.C., ma anche dalle zone vicine del Maryland, della Virginia, e in minor numero della Pennsylvania. I turisti sono attratti sia dal territorio, ma anche dalle possibilità di svago di giorno e di notte.
Nota per le sue passeggiate, i negozi eclettici, le attività sportive, oggi Rehoboth Beach è conosciuta anche come una delle mete preferite sull'Atlantico per i gruppi gay e lesbici, infatti molte attività commerciali lungo la spiaggia sono gestite proprio da persone LGBTQ+, specie nella zona intorno a Queen Street, nota come Poodle Beach.
Rehoboth Beach costituisce una valida alternativa ad altre mete, come Ocean City. Rehoboth Beach, insieme alle città di Lewes, Dewey Beach, Bethany Beach, South Bethany, e Fenwick Island, è compresa nel resort balneare della Contea di Sussex, in rapido sviluppo demografico ed economico.
Reader's Digest ha definito la passeggiata sulla spiaggia di Rehoboth Beach "la migliore d'America". Questo riconoscimento venne conferito con una certa sorpresa e stupore nel maggio del 2006. Inoltre la AARP ha definito Rehoboth Beach come una delle migliori cinque città per una felice pensione.
La città ospita numerosi festival, come il Sea Witch Festival, il Rehoboth Beach Independent Film Festival,, e il Rehoboth Beach Autumn Jazz Festival, tenuti annualmente.
Rehoboth beach è inoltre nota in quanto residenza estiva del 46° Presidente degli Stati Uniti, Joe Biden. I coniugi Biden hanno acquistato una villa poco fuori dai confini cittadini nel 2017, dove si recano regolarmente. 

## Geografia fisica
Secondo lo United States Census Bureau la città si estende su una superficie pari a 4,3 km², dei quali 3,1 km² sono composti da terre, mentre i restanti 1,2 km² sono composti da acque, pari al 28,48% dell'intero territorio. Rehoboth Beach è limitata a est dall'Oceano Atlantico, mentre a nord si trova il paese di Henlopen Acres, mentre a ovest e a sud ci sono soltanto campi aperti. Cape Henlopen State Park si trova subito a nord di Rehoboth Beach, mentre Dewey Beach è appena a sud di questi.

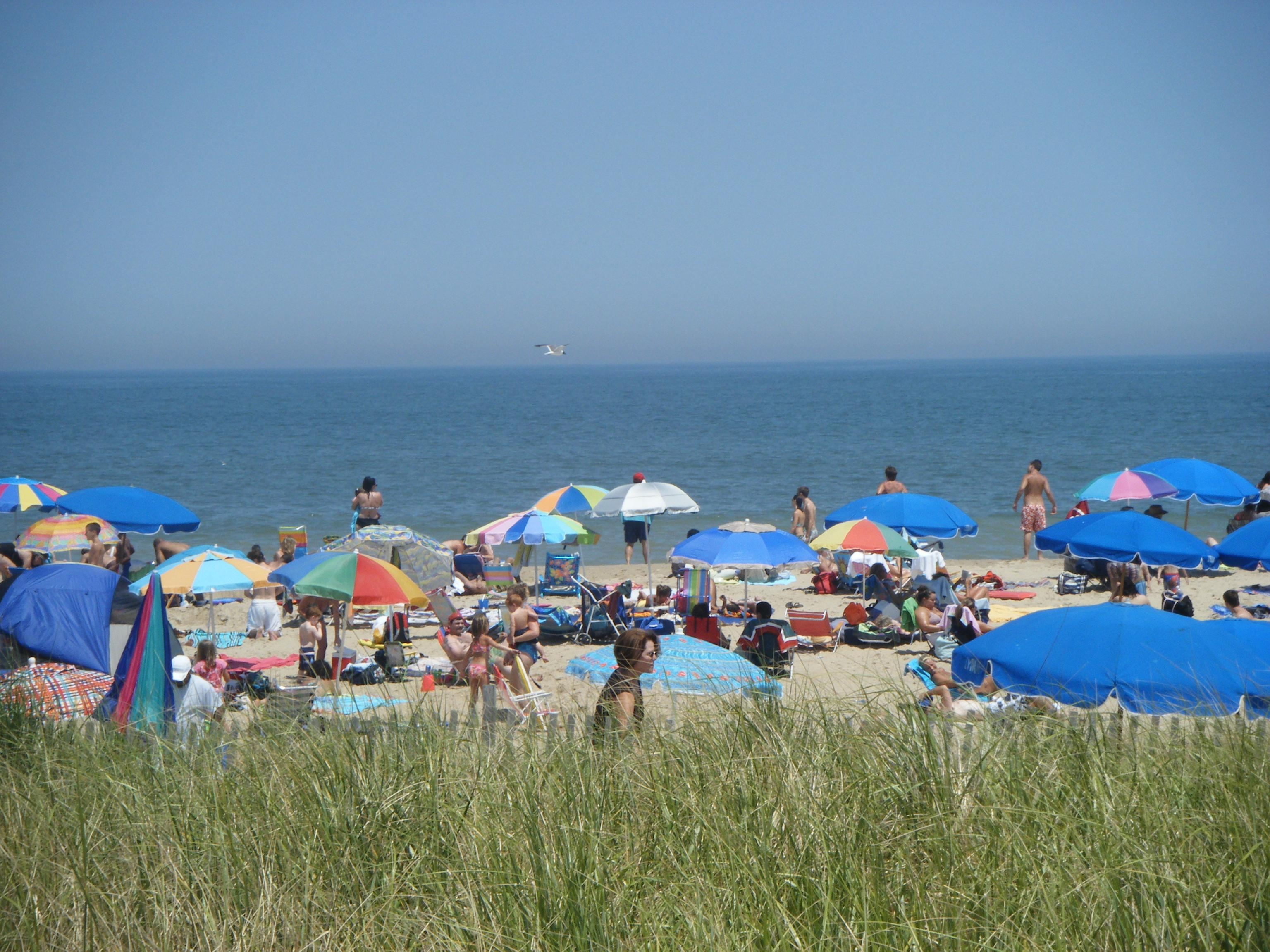
Vista della spiaggia da Delaware Avenue.

## Popolazione
Secondo il censimento del 2000, nel comune abitavano 1.495 persone, suddivise in 343 famiglie. La densità di popolazione era di 489,2 ab./km². All'interno dei confini municipali si trovavano 3.167 strutture. Dal punto di vista etnico il 98,13% della popolazione era composto da bianchi, lo 0,27% da afroamericani, lo 0,13% da nativi americani e lo 0,67% da asiatici. Le popolazioni di altre etnie costituiscono lo 0,81% degli abitanti.
Per quanto riguarda le fasce d'età della popolazione, il 7,0% era al di sotto dei 18 anni, il 3,7% era fra i 18 e i 24, il 18,5% fra i 25 e i 44, il 33.3% fra i 45 e i 64 mentre il 37,5% era al di sopra dei 65 anni di età. L'età media della popolazione era di 57 anni. Per ogni 100 donne c'erano 98,7 maschi.
Secondo il censimento più aggiornato (2020), la popolazione è diminuita e si attesta a 1.108 persone.

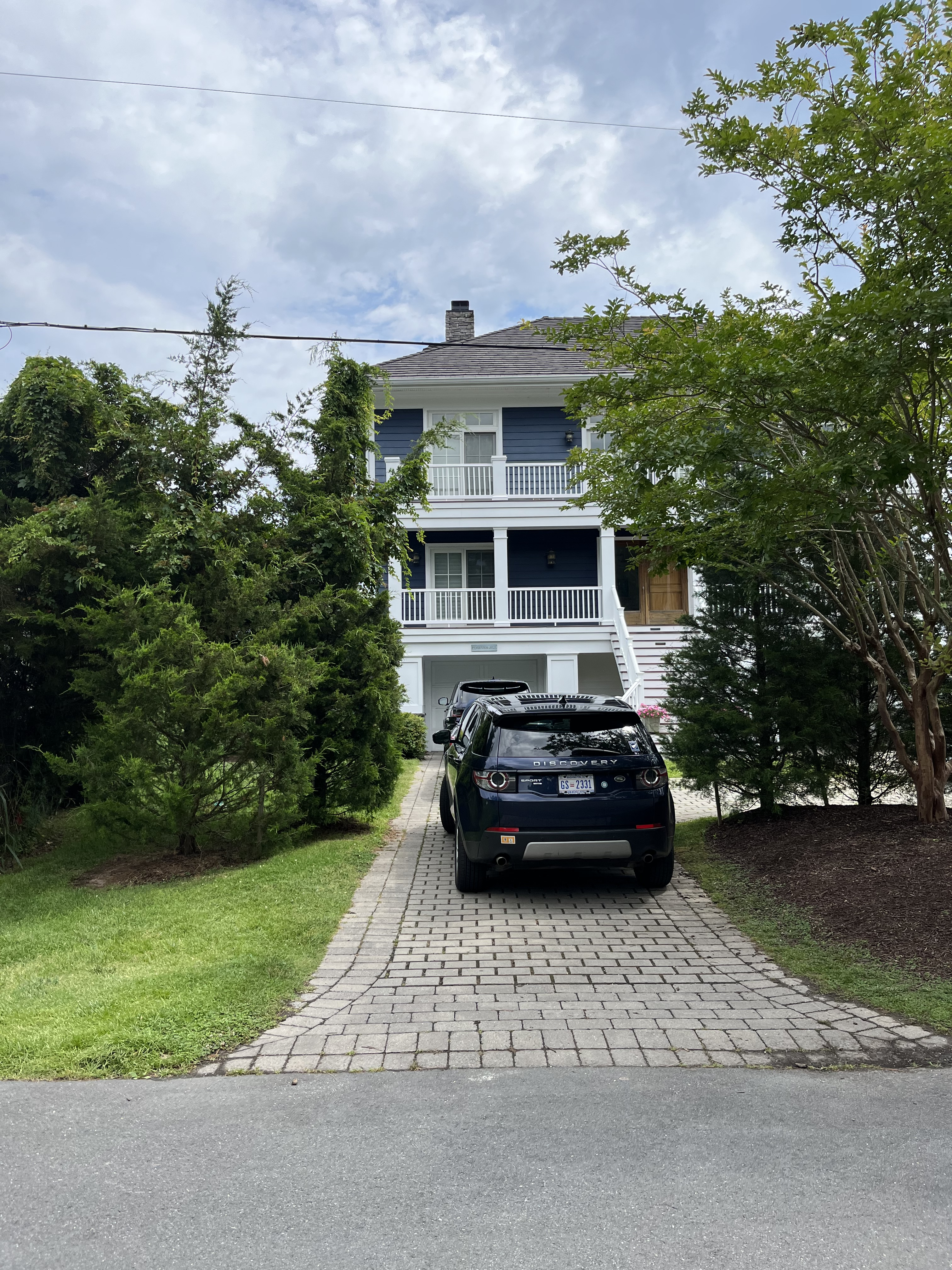
La residenza dei Biden, sita nella comunità privata "North Shores"

## Curiosità
- La città ha ospitato in passato i Rehoboth Beach Pirates e i Sea Hawks nella Eastern Shore Baseball League.
- La città fu sede del primo concorso di bellezza d'America, di cui uno dei giudici era Thomas Edison.
- La città è stata scelta come luogo di villeggiatura da molte celebrità. Alcune di queste sono Oprah Winfrey e il giocatore dei Baltimore Orioles Cal Ripken Jr.. Anche molte figure politiche hanno scelto questo luogo per le loro vacanze, come i presidenti Gerald Ford, Richard Nixon, Joe Biden, l'ex vicepresidente Al Gore e la first lady Laura Bush.

La città è gemellata con il comune dell'hinterland fiorentino Greve in Chianti